# WAMP
WAMP is een acroniem voor een combinatie van softwarepakketten waarop een dynamische website kan draaien:
- Windows (besturingssysteem)
- Apache (webserver)
- MySQL (databaseserver)
- PHP (scripttaal) of Perl of Python

De naam WAMP is voortgekomen uit de afkorting LAMP, een combinatie waarbij als besturingssysteem Linux wordt gebruikt.
De LAMP-combinatie wordt wereldwijd meer gebruikt dan de WAMP-combinatie.
Er bestaan ook AMP-versies voor andere besturingssystemen. Op de LAMP-pagina staat een overzicht. Er bestaan ook combinaties die niet Apache maar Internet Information Server als webserver gebruiken, deze worden ook wel WIMP genoemd.